# 弗鲁图奥苏-戈麦斯
弗鲁图奥苏-戈麦斯是巴西北大河州的一个市镇。总面积63.278平方公里，总人口4360人，人口密度68.9人/平方公里。